# Jesse H. Metcalf

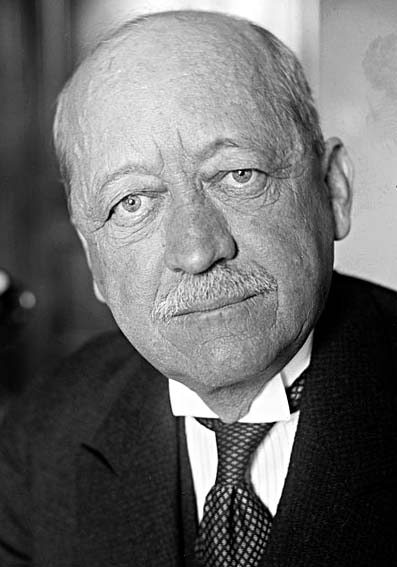
Jesse H. Metcalf (1924)

Jesse Houghton Metcalf (* 16. November 1860 in Providence, Rhode Island; † 9. Oktober 1942 ebenda) war ein US-amerikanischer Politiker (Republikanische Partei), der den Bundesstaat Rhode Island zwischen 1924 und 1937 im US-Senat vertrat.

## Aufstieg in Rhode Island
Jesse Metcalf besuchte zunächst Privatschulen, ehe er für einige Jahre nach England ging, wo er in Yorkshire in der Textilherstellung ausgebildet wurde. In diesem Bereich wurde er später auch beruflich tätig. 1889 wurde ihm ein großer Teil des Nachlasses von Henry J. Steere zugesprochen, der ein Geschäftspartner seines Vaters und wohlhabender Industrieller war.
1888 wurde Metcalf als Mitglied des Stadtrates von Providence erstmals politisch tätig; er verblieb dort bis 1892. Während dieser Zeit war er zwischen 1889 und 1891 auch Abgeordneter im Repräsentantenhaus von Rhode Island, dem er im Jahr 1907 noch einmal angehörte. Weitere öffentliche Ämter bekleidete er als Vorsitzender der Metropolitan Park Commission von Rhode Island von 1909 bis 1924 sowie als Mitglied des Penal and Charitable Board des Staates von 1917 bis 1923. Überdies war er Präsident des Rhode Island Hospital sowie Kurator der Rhode Island School of Design und der Brown University.

## Senator
Nach dem Tod von US-Senator LeBaron Bradford Colt wurde Jesse Metcalf am 4. November 1924 zu dessen Nachfolger im Kongress gewählt und beendete Colts bis zum 4. März 1925 dauernde Amtsperiode. 1930 folgte die Wiederwahl, sodass er bis zum 3. Januar 1937 im Senat verblieb; im Jahr 1936 unterlag er dem Demokraten Theodore F. Green. Während seiner Zeit im Senat war er unter anderem Vorsitzender des Patentausschusses.
Von 1935 bis 1940 war Metcalf auch Mitglied des Republican National Committee.